# Косцельский, Юзеф
Ю́зеф Косце́льский (Иосиф Теодор Станислав Косцельский, пол. Józef Kościelski; 9 ноября 1845, Иновроцлавский повят — 22 июля 1911, Познань) — польский поэт, драматург и политический деятель.

## Биография
Изучал право в Берлине и Хайдельберге. В 1871—1872 годах совершил путешествие во Францию, Африку и на Ближний Восток.
С 1884 года был депутатом немецкого рейхстага. Занимал линию политического сотрудничества с прусским правительством, чем вызывал в свой адрес бурную критику земляков.
С 1896 года занялся хозяйством в купленном на деньги, полученные в наследство, поместье Милослав, прекратив политическую активность. В то же время принялся за культурно-общественную деятельностью, представляя новую антипрусскую позицию .
Косцельский был меценатом польской молодёжи, обучающейся в Германии (поддерживал таких, например, как Ян Каспрович). В Милославе организовал галерею польской живописи и пожертвовал на создание первого на польских землях памятника Юлиушу Словацкому (1899).
Был основателем и руководителем Общества польских журналистов и писателей. Косцельский был также членом Познанского общества друзей наук.
В 1904 году поселился в Познани, где основал объединение «Стража» („Straż“) и был его президентом в течение 1905—1909 .
Умер в Познани и был похоронен в Милославе.
Был женат на дочери банкира и экономиста И. С. Блиоха Марии (1864—1926).

## Творчество
Его литературное творчество не пользовалось большим успехом у публики и критиков.
Автор „Sonety Nadgoplańskie“ (1868), „Poezyi“ (Краков, 1883), драм „Władysław Biały, książę gniewkowski“ (1874), „Aryja“ (1874), „Kłopoty pana Edmunda“, „Dwie milości“ (1884) и других, сатирического очерка „Z portretów familijnych“ (Познань, 1876), очерка арабской поэзии в познанском ежегоднике Общества друзей науки „Rocznik Towarzystwo Przyjaciół Nauk“ (т. IX) и др.